# Elie Stephan
Pour les articles homonymes, voir Stephan.
Elie Stephan, né le 20 juillet 1986, à Ghosta, au Liban, est un joueur libanais de basket-ball. Il évolue au poste d'arrière.